# Igreja de Nossa Senhora da Lapa (Pirenópolis)

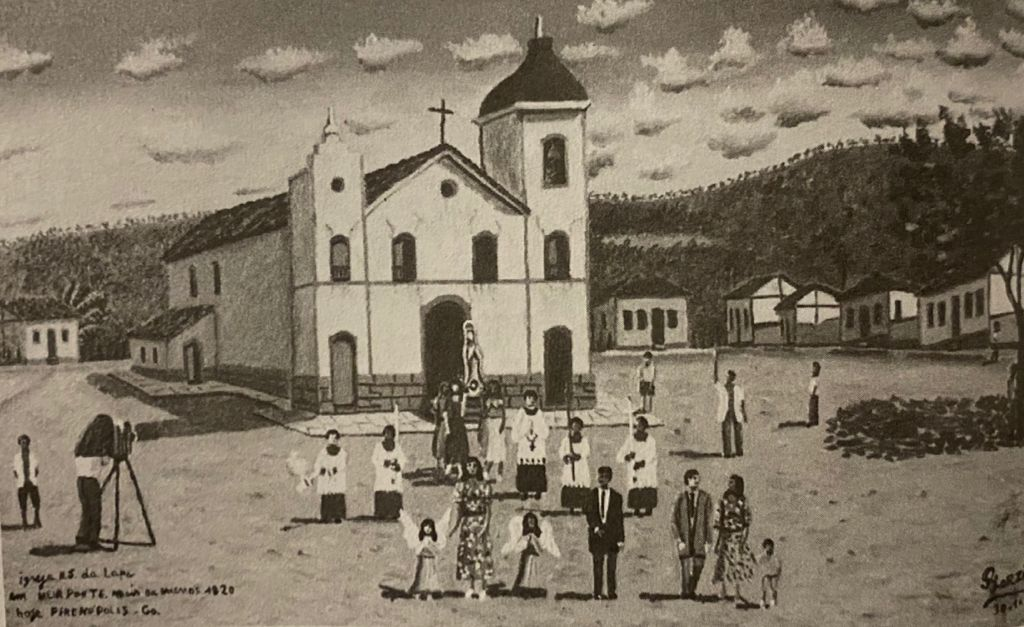
Esboço de Pérsio Forzani de como seria a Igreja Nossa Senhora da Boa Morte da Lapa.

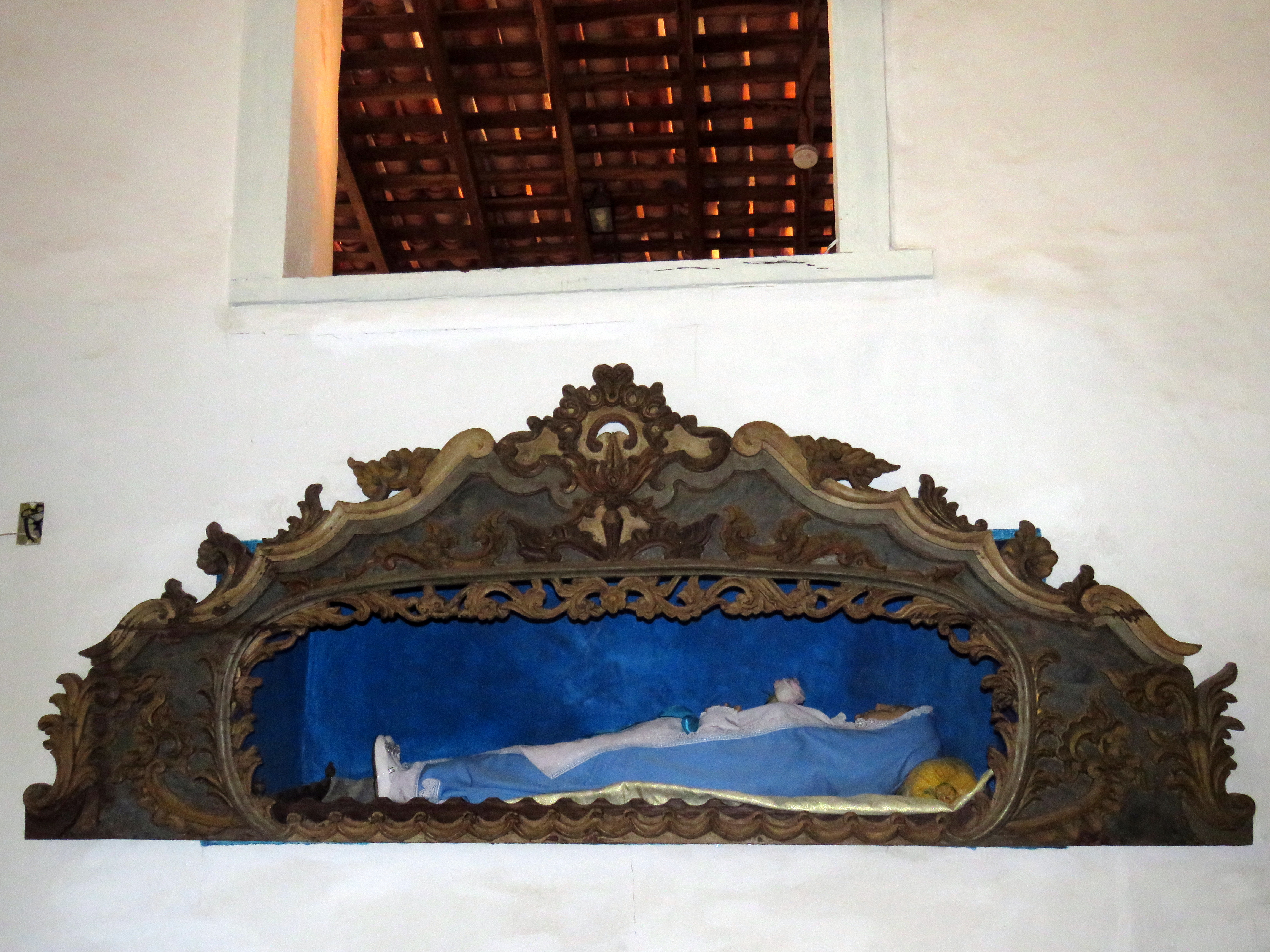
Imagem de Nossa Senhora da Boa Morte, uma das poucas peças que sobraram da Igreja de Nossa Senhora da Boa Morte da Lapa e hoje se encontra na Igreja Nossa Senhora do Carmo.

A Igreja de Nossa Senhora da Boa Morte foi um templo católico em Pirenópolis, Goiás, dedicado à população parda da Freguesia de Nossa Senhora do Rosário de Meya Ponte, proibida de frequentar as outras igrejas devido à segregação racial vigente na época. Foi construída a partir de 1757, pela Irmandade de Nossa Senhora da Boa Morte da Lapa. Apesar de nunca ter sido concluída, esta igreja tinha uso constante, possuindo bens materiais de valor tal como prataria e demais objetos litúrgicos além da imagem de Nossa Senhora da Boa Morte. Em 1869 a igreja, ficou em ruínas devido a falta de reparos, causando sua demolição. Todas as imagens, paramentos, móveis foram transferidos para a Igreja do Carmo, onde até hoje se encontra a imagem da Boa Morte.